# Atelopus nahumae
Atelopus nahumae е вид жаба от семейство Крастави жаби (Bufonidae). Видът е застрашен от изчезване.

## Разпространение
Разпространен е в Колумбия.